# 8. Flotte (Japanisches Kaiserreich)
Die 8. Flotte des Japanischen Kaiserreichs (japanisch 第八艦隊, Dai-hachi Kantai) war eine Flotte der Kaiserlich Japanischen Marine. Sie wurde am 14. Juli 1942 während des Pazifikkriegs im Zweiten Weltkrieg aufgestellt und existierte bis Kriegsende.

## Gründung der 8. Flotte
Mitte April 1942 wurde für die japanische Führungsebene die Kommandostruktur im Pazifik zu einem wichtigen Thema, da das Imperiale Hauptquartier neue Richtlinien für Operationen der zweiten Stufe aufgestellt hatte. Dies beinhaltete die Untersuchung des Vorschlags zur Reorganisation der Flotte im Pazifikraum.
Bis zu diesem Zeitraum wurden die Operationen der Marine im zentralpazifischen Raum vorzugsweise mit der allgemeinen Unterstützung der Hauptkräfte der Kombinierten Flotte durchgeführt. Der Flugbetrieb lag in der Verantwortung der 11. Luftflotte, während die 4. Flotte für den Marine-Seebetrieb verantwortlich war.
Nach der Midway-Operation durchzuführende Aktionen sollten wiederum von den bisher beteiligten Verbänden durchgeführt werde, wobei sich einige Probleme ergaben.
1. Es war schwierig, das Kommando über den relativ weiten Verantwortungsbereich der 4. Flotte zu vereinheitlichen. Es würde für ein Kommando äußerst schwierig sein, Operationen zur Verteidigung von eingenommenen Schlüsselgebieten, zum Schutz der Schifffahrt und zur Verwaltung besetzter Gebiete und mehr zu koordinieren und dazu noch traditionelle Marine-Überwasseroperationen durchzuführen.
2. Es sollte ein einheitliches Kommando existieren, um Boden- und Luftoperationen effektiv zu vereinen.
3. Es wurde ein neu eingerichtetes Flottenkommando gewünscht, um einen engen und direkten Kontakt mit dem kürzlich gebildeten Kommando der 17. Armee unter Generalleutnant Hyakutake Seikichi zu ermöglichen.[1]

Als Ergebnis zahlreicher durchgeführter Untersuchungen wurde beschlossen, eine neue Struktur zu bilden, die diesen Zwecken entsprach.
Am 14. Juli 1942 wurde die 8. Flotte aufgestellt und erhielt den operativen Titel Äußere Südseeflotte. Vizeadmiral Mikawa Gun’ichi wurde zum ersten Kommandanten der 8. Flotte ernannt.
Die Aufgaben der 8. Flotte waren grundsätzlich festgelegt. Dazu gehörten die Operation FS (Fidschi-Inseln, Samoa und Neukaledonien) und andere Oberflächenkampagnen im Südostgebiet des Pazifik. Dies nahm auch die Einrichtung der 7. Spezialbasiseinheit vorweg, die mit Garnisonsaufgaben für das Gebiet der Operation FS unter dem Kommando der 8. Flotte beauftragt war. Daher war die 8. Flotte nicht nur eine Garnisonsstreitmacht, sondern eine operative Flotte unter dem Kommando der Südostflotte, die mit erheblichen Verstärkungen für die Führung von Oberflächenkampagnen im Südpazifikgebiet verantwortlich war.
Eine weitere Aufgabe der 8. Flotte war die Unterstützung der 3. Flotte, die kurz zuvor neu gebildet worden war. Das Konzept der Flottenreorganisation im pazifischen Raum wurde angepasst, um trotz der dann erfolgten Annullierung der FS-Operation aufeinanderfolgende wesentliche Operationen in Ost-Neuguinea und auf den Salomonen einzubeziehen.
|                      | Direkt unterstellt                                                                                  | 18. Kreuzerdivision                                                                                 | 7. U-Bootdivision                                                                                   | 7. Spezialbasiseinheit                                                                              | 8. Spezialbasiseinheit |
| -------------------- | --------------------------------------------------------------------------------------------------- | --------------------------------------------------------------------------------------------------- | --------------------------------------------------------------------------------------------------- | --------------------------------------------------------------------------------------------------- | --- |
| Befehlshaber         | | Konteradmiral Mitsuharu Matsuyama                                                                   | | | |
| Einheiten            | Chōkai (Flaggschiff)                                                                                | - Tenryū, - Tatsuta                                                                                 | - Jingei, - 13. U-Boot Gruppe, - 21. U-Boot Gruppe                                                  | - 23. U-Boot Gruppe, - 32. U-Boot Gruppe                                                            | - Minensucher Nr. 20 und Nr. 21, - 21. U-Boot-Jäger Schwadron, - 31. U-Boot-Jäger Schwadron, - 56. U-Boot-Jäger Schwadron, - 5. Kanonenboot Schwadron |
| ZugewieseneEinheiten | Tsugaru, 30. Zerstörerdivision mit Muzuki, Yayoi, Mochizuki, Uzuki, Kiyokawa Maru mit 2. Luftgruppe | Tsugaru, 30. Zerstörerdivision mit Muzuki, Yayoi, Mochizuki, Uzuki, Kiyokawa Maru mit 2. Luftgruppe | Tsugaru, 30. Zerstörerdivision mit Muzuki, Yayoi, Mochizuki, Uzuki, Kiyokawa Maru mit 2. Luftgruppe | Tsugaru, 30. Zerstörerdivision mit Muzuki, Yayoi, Mochizuki, Uzuki, Kiyokawa Maru mit 2. Luftgruppe | Tsugaru, 30. Zerstörerdivision mit Muzuki, Yayoi, Mochizuki, Uzuki, Kiyokawa Maru mit 2. Luftgruppe                                                   |

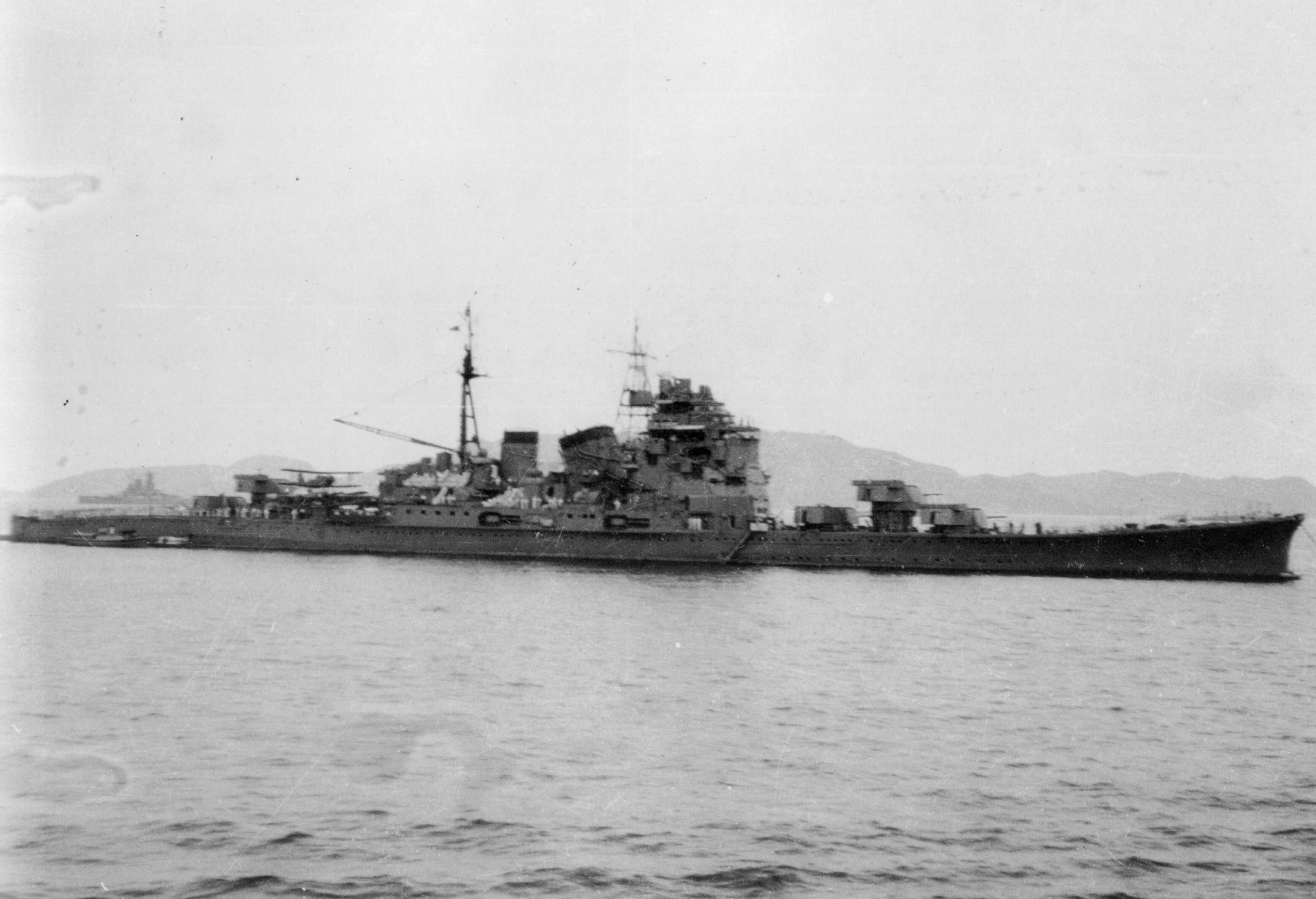
Der Schwere Kreuzer Chōkai, Flaggschiff von Vizeadmiral Mikawa Gun’ichi

Darüber hinaus wurde dem Kommandanten der Kombinierten Flotte unter dieser militärischen Formation auch die Verantwortung für die oben genannten Operationen mit der Äußeren Südseeflotte übertragen, zu der die 8. Flotte gehörte, die durch das 6. Geschwader mit dem Leichten Kreuzer Yūbari, die 29. Zerstörerdivision und andere verstärkt wurde. Die 11. Luftflotte wurde in eine kooperative Rolle versetzt.
Die Landungen bei Buna und Gona in Ost-Neuguinea am 21. Juli wurden von der 18. Kreuzerdivision mit den beiden Leichten Kreuzern Tenryū und Tatsuta, den Zerstörern Asanagi, Uzuki und Yūzuki, dem Minenleger Tsugaru, sowie einem U-Boot-Jäger und anderen leichten Einheiten gedeckt.

## Einsatz der 8. Flotte im August 1942
Mikawa Gun’ichi gab für die 8. Flotte am 5. August 1942 die folgende Schlachtordnung für die Invasion von Port Moresby und die Operationen in Ost-Neuguinea heraus:
|              | Hauptgruppe                 | Deckungsgruppe                                        | Unterstützungsgruppe                                 |
| ------------ | --------------------------- | ----------------------------------------------------- | ---------------------------------------------------- |
| Befehlshaber | Vizeadmiral Mikawa Gun’ichi | Konteradmiral Gotō Aritomo                            | Konteradmiral Mitsuharu Matsuyama                    |
| Einheiten    | Chōkai                      | 6. Kreuzerdivision mit Aoba, Kinugasa, Furutaka, Kako | 18. Kreuzerdivision mit Tenryū und Tatsuta           |
| Einheiten    | Chōkai                      | 6. Kreuzerdivision mit Aoba, Kinugasa, Furutaka, Kako | Yūbari und Tsugaru zugewiesen                        |
| Einheiten    | Chōkai                      | 6. Kreuzerdivision mit Aoba, Kinugasa, Furutaka, Kako | 2. Zerstörerdivision mit Yūzuki, Yūnagi, Oite, Uzuki |

Die größte Sorge bereitete den Kommandeuren der 8. Flotte die unzureichende Stärke der Garnisonen auf Tulagi und auf dem Flugplatz von Guadalcanal. Die 11. Luftflotte hatte keine Vorbereitungen getroffen, um Kampfeinheiten schnell nach Guadalcanal vorzurücken. Selbst die 8. Flotte hatte keine Pläne ihre eigene 2. Luftgruppe nach Guadalcanal vorzurücken, da sie zuvor für den Einsatz in Port Moresby vorgesehen waren.

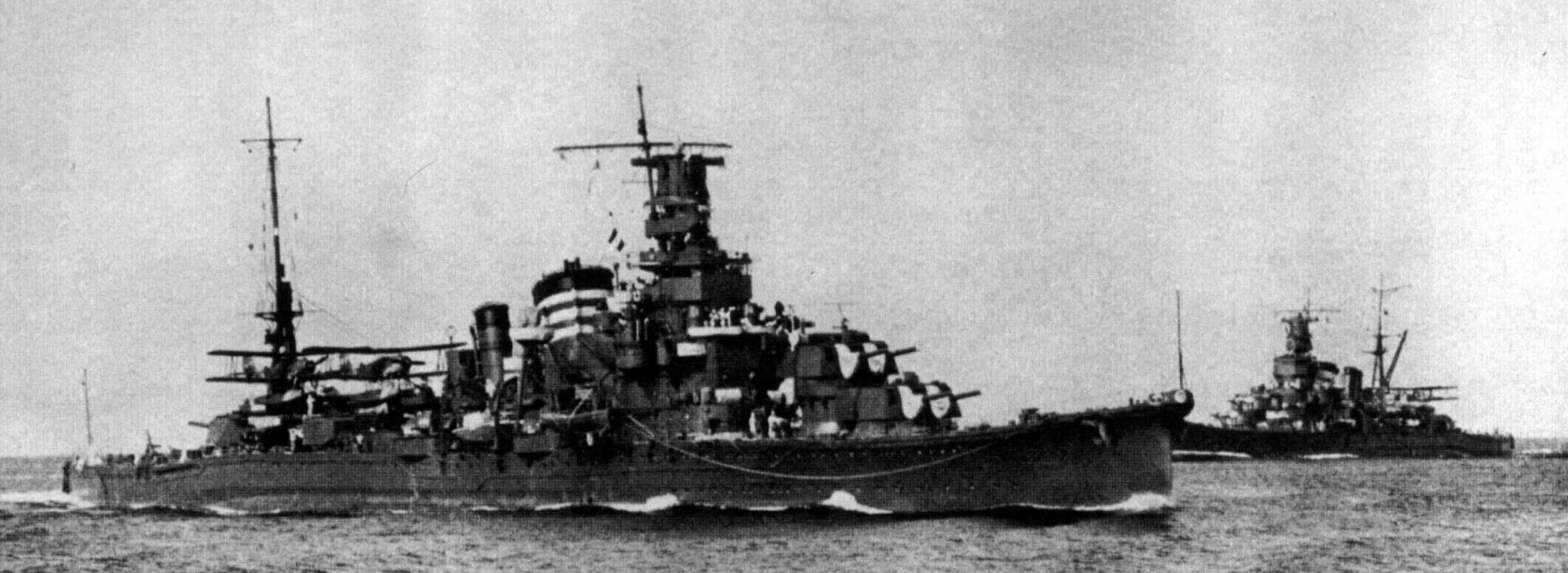
Die beiden Schweren Kreuzer Furutaka (im Vordergrund) und Kinugasa

Am 7. August landeten amerikanische Einheiten auf Guadalcanal (→ Schlacht um Guadalcanal). In der Schlacht vor Savo Island griffen in der Nacht vom 8. auf den 9. August die Kreuzer der 6. und 18. Kreuzerdivision sowie die Chōkai und der Zerstörer Yūnagi die amerikanische Landungsflotte vor Guadalcanal an. Es gelang ihnen in der Schlacht vier amerikanische Kreuzer zu versenken und einen weiteren und zwei Zerstörer zu beschädigen. Dabei wurden die Chōkai und die Kinugasa beschädigt. Auf dem Rückmarsch fiel die Kako einem U-Boot-Angriff zum Opfer und sank.
Am 17. August brachte der Zerstörer Oite die 3. Kure-Spezial-Marinelandungseinheit im Rahmen der Operation Ka nach Guadalcanal. Im weiteren Verlauf der Kämpfe um die Insel war die 8. Flotte dafür verantwortlich, weiterhin Verstärkung und Vorräte auf die Insel zu bringen. Sie fuhren mit ihren Zerstörern die, von den Amerikanern als Tokyo Express benannten und von den Japanern als Mäusetransport bezeichneten, Geleitzüge durch den sogenannten Slot zwischen den Salomonen-Inseln und erlitten bei etlichen Seeschlachten erhebliche Verluste.

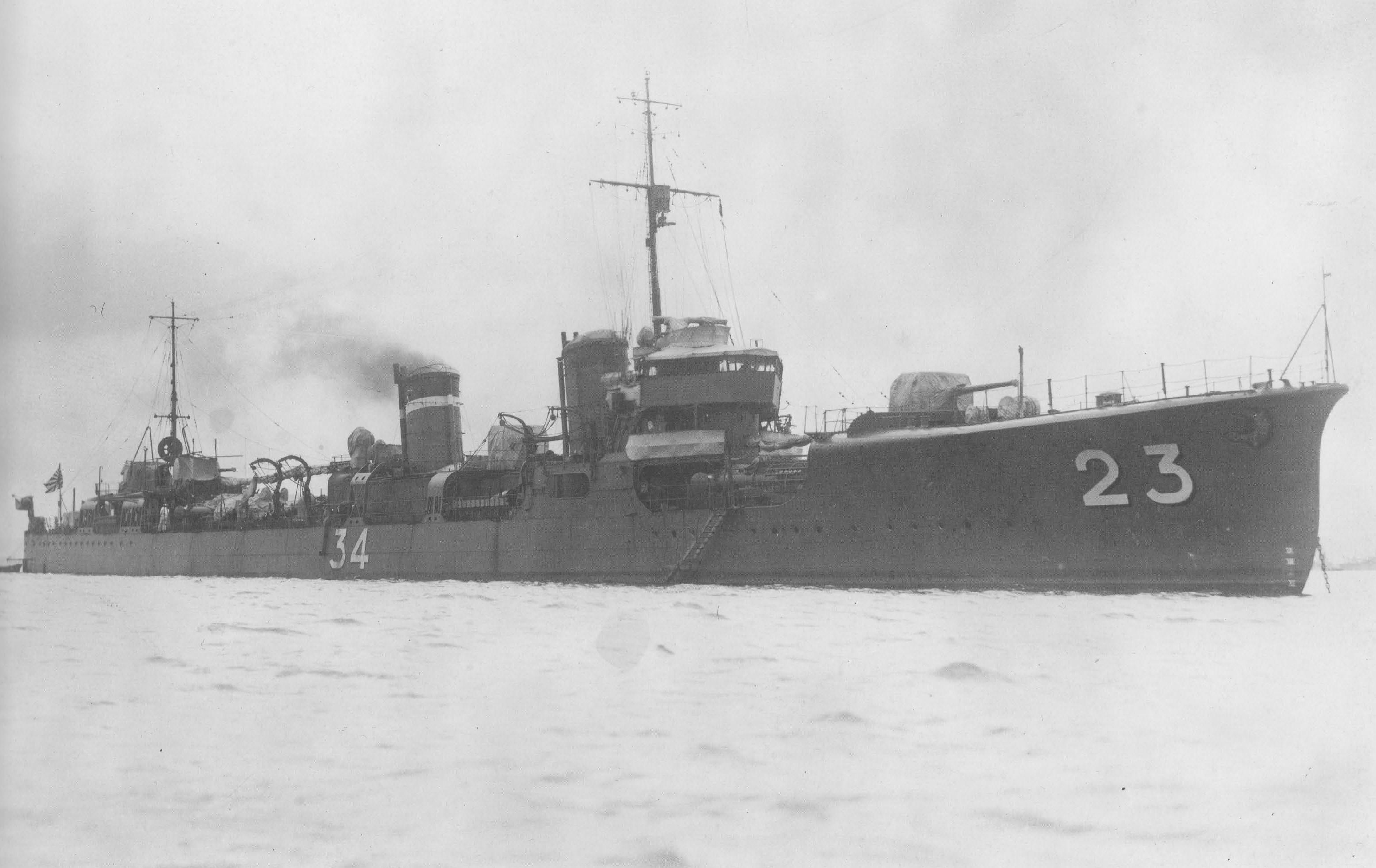
Der Zerstörer Yūzuki

Weitere Einsätze hatten die Schiffe der 8. Flotte während der Schlacht um die Milne-Bucht, wobei hauptsächlich Nachschub für die dort kämpfenden Einheiten geliefert wurde. Nach wochenlangen Kämpfen evakuierten Schiffe der 8. Flotte Anfang September 1942 die japanischen Truppen.
Anfang Februar 1943 war die 8. Flotte in der Operation Ke am Rückzug der japanischen Einheiten von Guadalcanal beteiligt.
Zwischen dem 2. und 4. März eskortierten acht Zerstörer der 8. Flotte unter Konteradmiral Kimura Masatomi einen großen Konvoi von Rabaul nach Lae auf Neuguinea, um dort Verstärkungen anzulanden. In der darauf folgenden Schlacht in der Bismarcksee versenkten alliierte Flugzeuge vier Zerstörer und alle acht Transporter. Kurz nach dieser Niederlage wurde Vizeadmiral Mikawa Gun’ichi des Kommandos über die 8. Flotte enthoben und durch Vizeadmiral Tomoshige Samejima ersetzt.
Nach der Isolierung von Rabaul durch die alliierten Streitkräfte hatte die 8. Flotte kaum mehr Möglichkeiten in das Kriegsgeschehen einzugreifen.

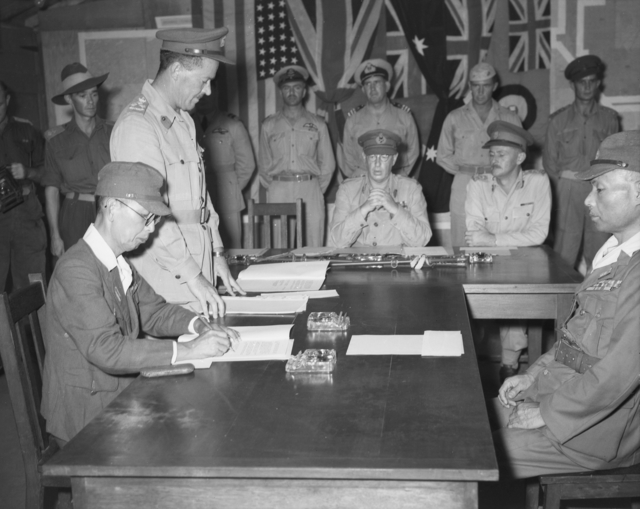
Vizeadmiral Tomoshige Samejima (rechts) während der Unterzeichnung der Kapitulationserklärung durch Generalleutnant Masatane Kanda (links)

Am 8. September 1945 unterzeichnete Vizeadmiral Tomoshige Samejima zusammen mit Generalleutnant Masatane Kanda, dem Kommandanten der 17. Armee, die Kapitulation vor der australischen Armee auf Bougainville.

## Kommandanten der 8. Flotte
| Dienstgrad und Name                  | Amtszeit            | Amtszeit          |
| Dienstgrad und Name                  | Beginn der Amtszeit | Ende der Amtszeit |
| ------------------------------------ | ------------------- | ----------------- |
| Vizeadmiral Mikawa Gun’ichi          | 14. Juli 1942       | 1. April 1943     |
| Vizeadmiral Baron Tomoshige Samejima | 1. April 1943       | 3. September 1945 |